# Liferea
Liferea (Linux Feed Reader) ist ein freier Feedreader für Linux. Liferea ist in der Programmiersprache C entwickelt und benutzt die Programmbibliothek GTK.

## Funktionen
Liferea unterstützt folgende Feed-Dateiformate:
- RSS/RDF
- CDF
- Atom
- OPML

Daneben unterstützt Liferea auch Podcasting. Episoden werden als Anhang zur Beschreibung angezeigt und können sowohl in Liferea abgespielt als auch heruntergeladen oder ihre URLs an andere Programme übergeben werden.
Um das Lesen von verlinkten Artikeln oder Blogkommentaren zu erleichtern, erlaubt Liferea das Laden von Webseiten im eingebetteten HTML-Browser, der WebKit zur Darstellung verwendet. Zusätzlich kann der Benutzer eine Vielzahl von vordefinierten externen Browserprogrammen zum Öffnen von Links benutzen (Mozilla, Mozilla Firefox, Netscape, Opera, Gnome Web, Konqueror).
Durch das Speichern von Feed-Abonnements in verschiedenen Ordnern kann auf die Schlagzeilen der Abonnements zugegriffen werden. Mit einer entsprechenden Konfigurationsoption zeigt Liferea nur die ungelesenen Schlagzeilen an. Auf diese Weise erhält man eine schnelle Übersicht über alle neuen Schlagzeilen in einer Kategorie.
Ähnlich wie Evolution unterstützt Liferea sogenannte Suchordner, die eine permanente Suchfunktion darstellen. Ein Suchordner enthält jeweils alle Schlagzeilen aller Abonnements die seinen Suchregeln entsprechen.
Liferea erlaubt die Synchronisierung mit Web-Anwendungen wie Tiny Tiny RSS, InoReader, Reedah und TheOldReader.

## Browserintegration
In Epiphany können mit der News Feed Subscription-Erweiterung von der jeweiligen Webseite angebotene Feeds selektiv zu Liferea hinzugefügt werden.
In Mozilla Firefox kann das mitgelieferte Skript „liferea-add-feed“ in den Firefox-Einstellungen konfiguriert werden, so dass Feed automatisch zu Liferea hinzugefügt werden.

## Plugins
Ab Version 1.10 kann Liferea über Plug-ins erweitert oder verändert werden. Mitgelieferte Plug-ins erlauben etwa Benachrichtigungen, Schlüsselbund-Integration und ein Benachrichtigungssymbol (Tray-Icon) hinzuzufügen.